# La broma
La broma (título original en checo: Žert) es la primera novela del escritor checo Milan Kundera, publicada originalmente en 1967. Kundera escribió en esta obra un relato satírico de la naturaleza del totalitarismo en la era comunista y criticó rápidamente la invasión soviética en 1968. Esto llevó a su inclusión en listas negras en Checoslovaquia y sus obras fueron prohibidas allí.

## Sinopsis
La historia gira principalmente en torno de la figura de Ludvik Jahn, el cual, después de pertenecer a las filas del partido comunista checoeslovaco, es desterrado y enviado a trabajar a las minas. También nos da un sentido del asco hacia la humanidad partiendo cuando el personaje Ludvik Jahn le hace una broma, enviándole una misiva y epístola mofándose de la nomenklatura y aludiendo a Trotski a su novia, pero ésta es mal vista por otras personas que pertenecen a ese partido político.

## Adaptación
En 1968, La broma fue adaptada al cine por una película del director de la nueva ola checa, Jaromil Jireš, pero la película fue casi inmediatamente prohibida tras la invasión del Pacto de Varsovia que puso fin a la Primavera de Praga.